# Germanska-SS Norge

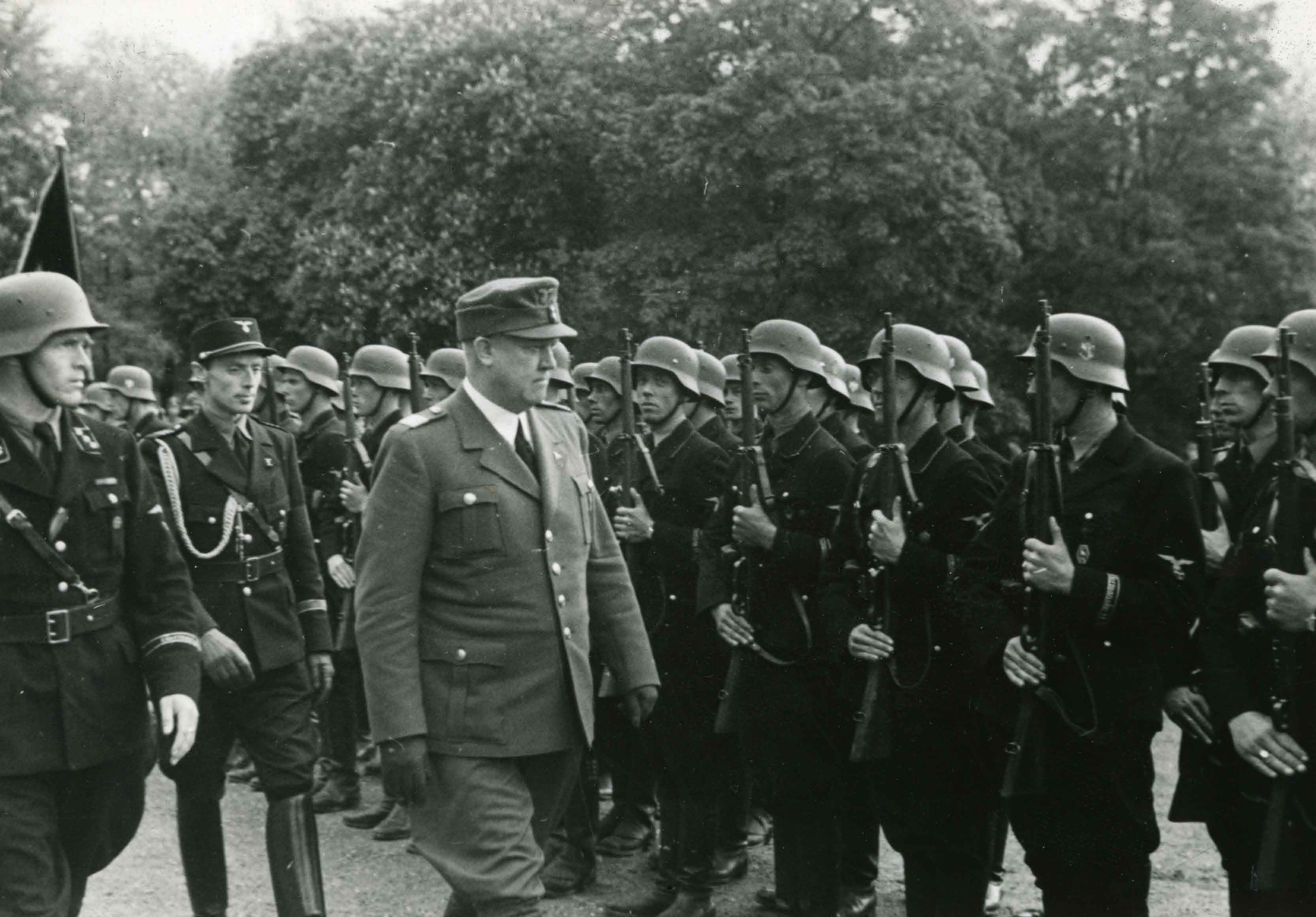
Vidkun Quisling inspekterar Germanska-SS Norge.

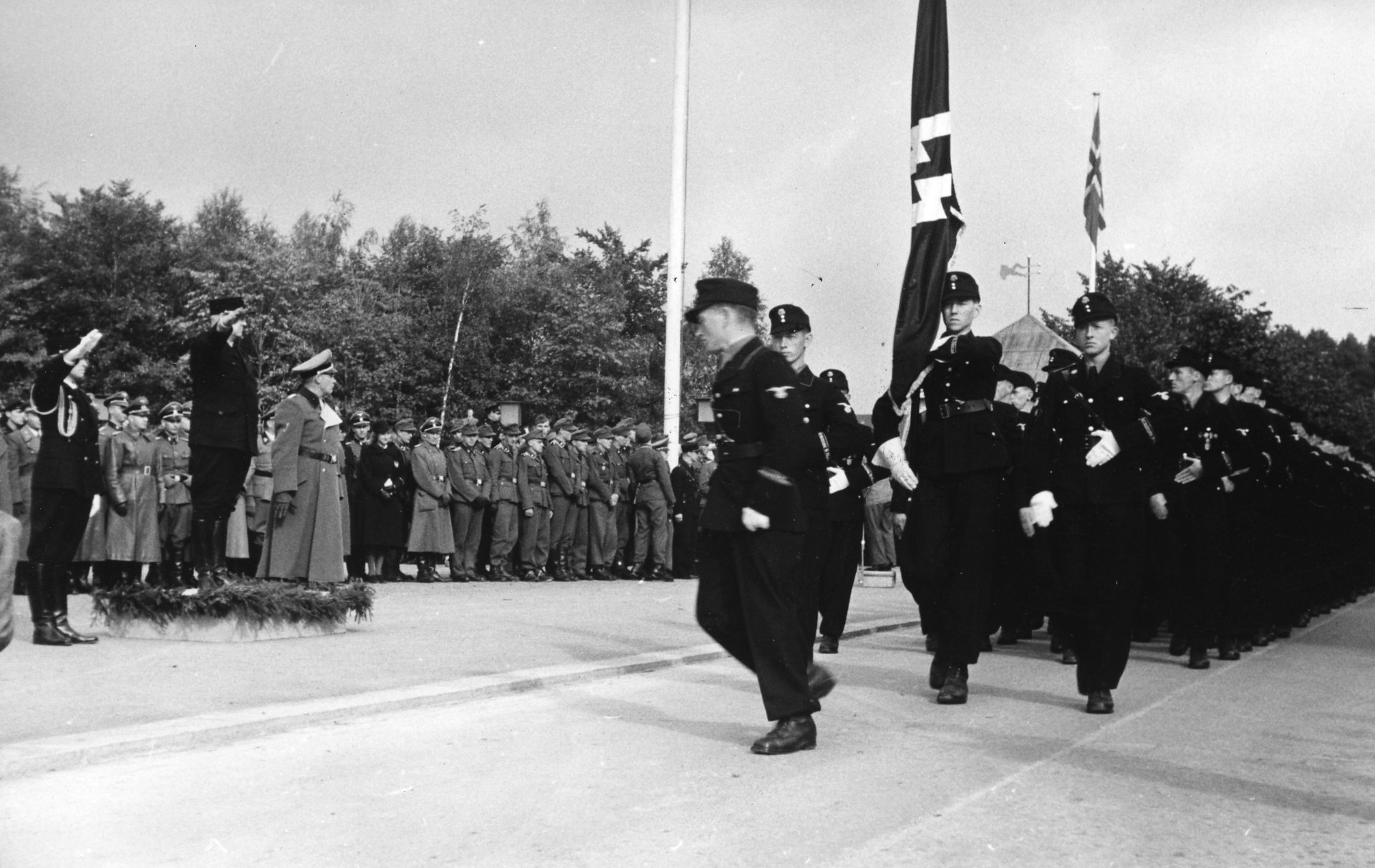
Germanska SS Norge paraderar 1942.

Germanska-SS Norge (Germanske-SS Norge) var en norsk avdelning inom Germanska SS bildad 21 juli 1942. Det var officiellt en underavdelning av Nasjonal Samling, men i realiteten var det en avdelning underställd det tyska Allgemeine SS. Centrala norska figurer var Jonas Lie och Sverre Riisnæs.
Germanska-SS Norge var centrum för det som kallades det pangermanska motståndet mot Quisling och Nasjonal Samling, dvs. man företrädde en mera rent nationalsocialistisk riktning vilken förespråkade en nära anknytning till Stortyskland och Hitler. Därvid samarbetade Lie och Riisnæs nära med Josef Terboven, den tyske rikskommissarien. Efter det tyska nederlaget vid slaget vid Stalingrad lyckades Quisling återta kontrollen över Germanska-SS Norge.
För att bli medlem i Germanska-SS Norge måste man antingen vara aspirant under ett år eller att ha varit "frontkämpe", dvs. frivillig tysk soldat på östfronten. Det fanns en norsk SS-skola i Kongsvinger där aspiranterna genomgick en fyra veckors ideologisk kurs. Efter kursen blev aspiranterna kommenderade till tjänstgöring på olika ställen i landet. I slutet av 1944 hade Germanska-SS Norge 1 285 aktiva medlemmar. Omkring hälften av dessa hade varit frontkämpar och många kom från polisen. Vid sidan av de aktiva fanns det stödjande medlemmar. De uppgick till omkring 4 000 personer 1944.

## Grader
- SS-mann
- SS-stormmann
- SS-rodefører
- SS-nestlagfører
- SS-lagfører
- SS-nesttroppfører
- SS-troppfører
- SS-neststormfører
- SS-stormfører
- SS-høvedsmann
- SS-stormbannfører
- SS-neststandartfører
- SS-standartfører
- SS-nestbrigadefører
- SS-brigadefører

Källa: